# Église de Taivassalo
L'église de Taivassalo (finnois : Taivassalon kirkko) est une église construite à Taivassalo en Finlande.

## Présentation
L'église médiévale en pierre grise est construite sur Kirkkosaari.
Selon les dernières recherches, l'église a probablement été construite entre 1425 et 1440. 
Elle a été assez bien conservée dans son aspect médiéval.
En raison des caractéristiques de la voûte en coquille, il est possible que le maître de Pernaja, qui a conçu plusieurs églises en Uusimaa et Kymenlaakso, ait été impliqué dans la construction de l'église.
Le retable et le crucifix médiévaux sont bien conservés.
Cinq sculptures en bois ont été données au musée national de Finlande.
La Direction des musées de Finlande a classé l'église parmi les sites culturels construits d'intérêt national.